# Siège d'Amantea
Troisième Coalition
Batailles
Batailles navales
- Rocher du Diamant (1805)
- Cap Finisterre (1805)
- îles Chausey (1805)
- Trafalgar (1805)
- Cap Ortegal (1805)

Campagne d'Allemagne (1805) : opérations en Bavière - Autriche - Moravie
- Donauwörth
- Wertingen
- Günzburg
- Haslach-Jungingen
- Memmingen
- Elchingen
- Nerenstetten
- Neresheim
- Ulm
- Ried
- Lambach
- Bodenbichl
- Steyr
- Amstetten
- Mariazell
- Dürenstein
- Hollabrunn (Schöngrabern)
- Wischau
- Austerlitz

Campagne d'Italie (1805) : Opérations en Italie du Nord
- Vérone
- Caldiero
- Forano
- Castelfranco Veneto

Invasion de Naples (1806)
- Gaète
- Campo Tenese
- Maida
- Lauria
- Maratea
- Amantea
- Mileto

Le siège d'Amantea était une opération militaire qui a eu lieu durant l'insurrection calabraise, un épisode de la guerre en Italie contre la  Troisième Coalition . 
Le siège décisif dura une quarantaine de jours, du 29 décembre 1806 au 7 février 1807, même si l'année 1806 a été l'occasion d'hostilités fréquentes entre l'armée française et les partisans des Bourbon-Siciles soutenus par le Royaume-Uni. 

## Contexte
Les Bourbons de Naples entrent le 11 avril 1805 au côté de la Troisième coalition dans la guerre contre Napoléon Bonaparte. Les Français battent les armées de la coalition lors de la bataille d'Austerlitz (2 décembre 1805), et décident d'envahir le sud de l'Italie, dirigée par les Bourbon-Siciles. Six ans après le bref conflit avec la République parthénopéenne en 1799, l'armée française, cette fois aux ordres de Napoléon, revient à la conquête du sud de l'Italie. 
Le 15 février 1806, les Français entrent à Naples et le frère de Napoléon, Joseph Bonaparte, est proclamé roi de Naples. Le roi Ferdinand IV de Naples se réfugie à Palerme où, avec l'aide des Britanniques, il dirige la résistance de la guérilla bourbonienne sur le continent. 
En particulier, la Calabre, s'est retrouvée la plus fervente adversaire des Français comme cela s'était déjà produit six ans plus tôt.

## L'occupation française d'Amantea et le débarquement anglo-bourbon

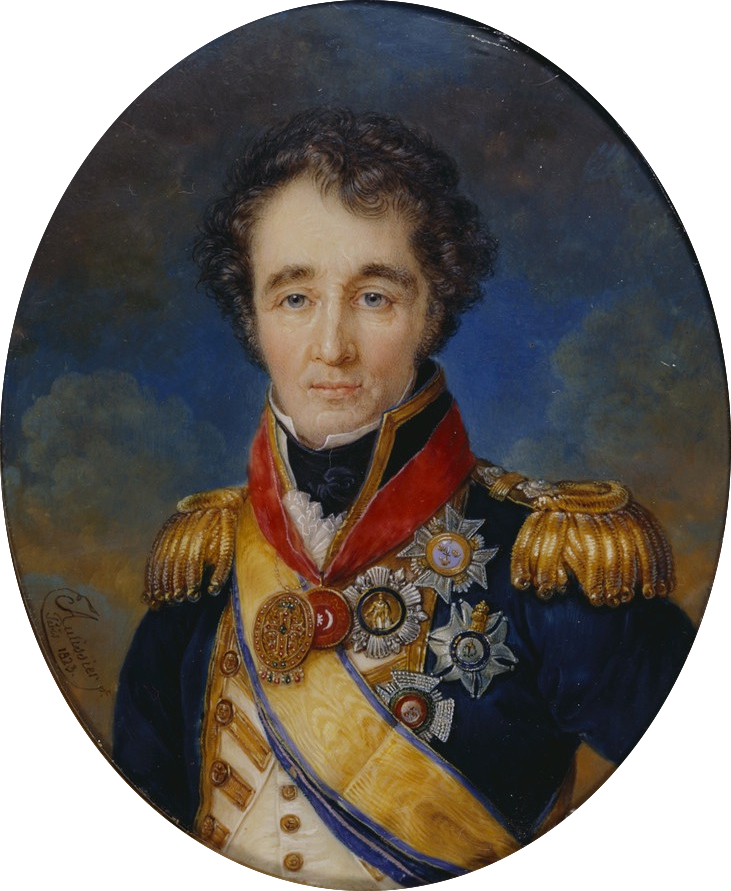
Sir William Sidney Smith (1764-1840), amiral britannique stationné dans les eaux tyrrhéniennes pendant le siège d'Amantea.

En mars, 30.000 soldats français dirigés par les généraux Guillaume Philibert Duhesme et Jean Reynier envahissent la Calabre. 
Amantea est occupée, sans résistance, le 12 mars 1806 par un détachement de cavaliers polonais à pied. Le commandant de la place, le castillan Angelo Maria Abate Biondi de Serra d'Aiello, s'était enfui. Certains citoyens ont été mis en prison pour leur sympathie pour les Bourbons, souvent à la suite une plainte motivée par des rancunes personnelles. Le 21 mai 1806, Alessandro Mirabelli, 47 ans, est abattu pour avoir résisté à l'occupation française.  
Le 4 juillet, les Français subirent une défaite lors de la bataille de Maida, livrée non loin d'Amantea, dans la plaine de Sant'Eufemia. Une flotte anglo-sicilienne commandée par l'amiral britannique William Sidney Smith, était composée d'un navire, de deux frégates, de deux brigantines et de dix barcasses de transport, déployés en formation de combat dans les eaux en face d'Amantea. La garnison française a quitté la ville pour se replier sur Cosenza le long de la route de Lago, emportant avec elle des prisonniers politiques: la colonne a été attaquée par des rebelles près de la banlieue de la Taverna, puis par d'autres groupes armés le long de la route aux abords de San Pietro, Terrati et Lago, à tel point que les Français durent libérer leurs prisonniers.  
Les rebelles signalèrent à la flotte anglo-bourbonienne que les Français s'étaient retirés: la flotte débarque alors sur la plage d'Amantea 100 soldats britanniques, dirigée par le général Coll, et les bandes rebelles dirigées par Necco di Scalea et Michele Pezza di Itri, plus connu sous le nom de " Fra 'Diavolo ". L'amiral Smith intima au castillan Ridolfo Mirabelli de faire immédiatment cesser les représailles des rebelles qui avaient été arrêtés par les Français à l'encontre des citoyens considérés comme pro-français: certains citoyens durent être soustraits dans des navires britanniques pour éviter les représailles de leurs opposants politiques.  Cela n'a pas empêché de nombreux crimes, même odieux, qui se sont produits à Amantea et dans les pays voisins. 
Pendant ce temps, tandis que les capimassa, ou chefs de bandes,  se dispersaient pour contrôler les pays environnants (sous le commandement du chef de la province, Giovanni Battista De Micheli de Longobardi ) et pour réparer les murs et les défenses de la ville  la garnison anglaise qui patrouillait en ville le jour, retournait chaque soir sur les navires, de peur des embuscades. 

## Les incursions françaises de l'été à l'automne 1806

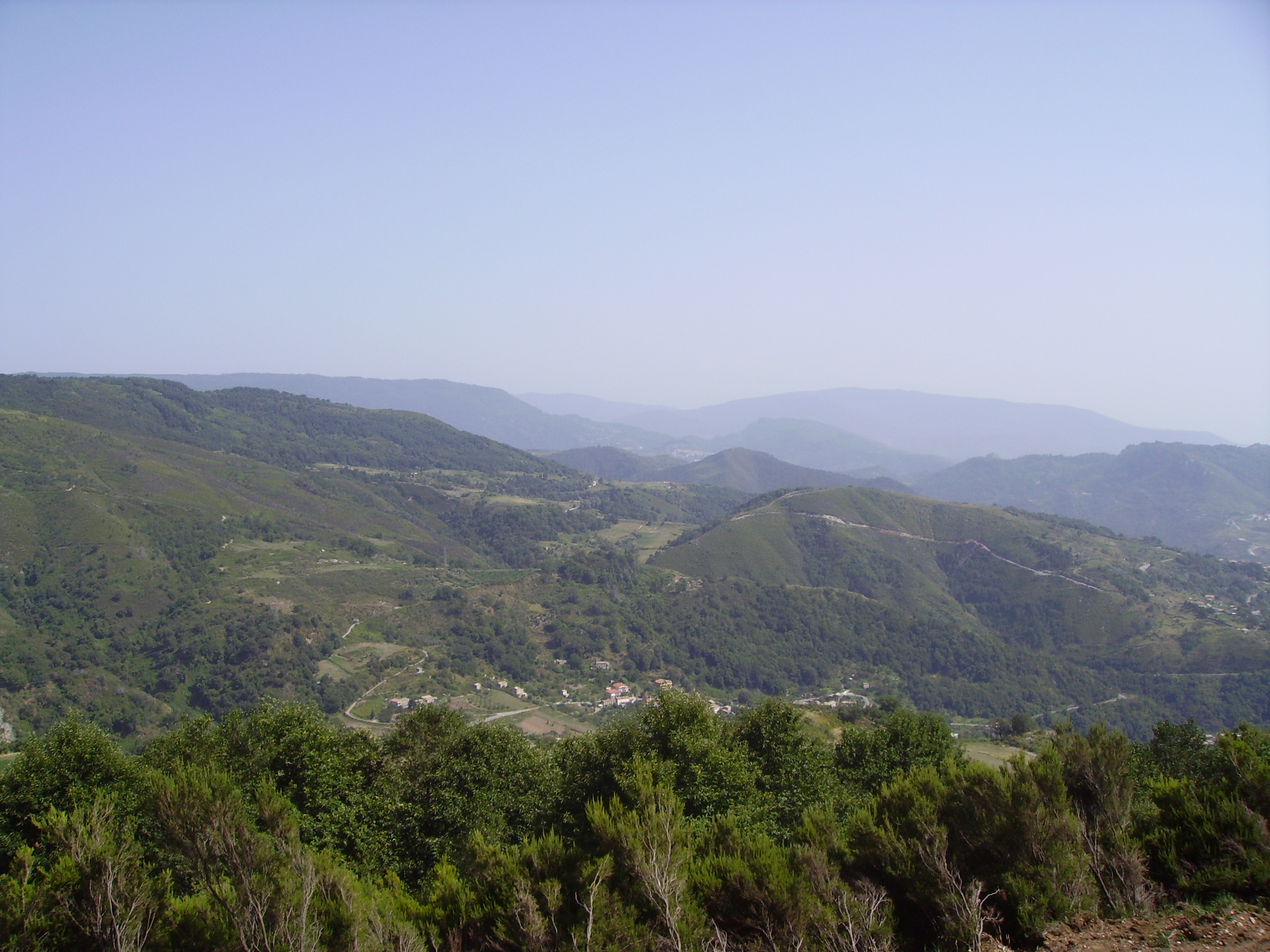
Les collines entourant le col de Vadi vues depuis les pentes du Monte Cocuzzo. Les Français ont dû se déplacer sur ce terrain insidieux et inconnu.

Le 5 juillet, le Général Jean Antoine Verdier (accompagné de quelques fugitifs pro-français, dont le lieutenant - colonel Luigi Amato et le capitaine Gaspare Cozza) , approchèrent Amantea pour la reconquérir, mais finirent par y renoncer avant de rebrousser vers Cosenza. 
Les rebelles se retranchèrent dans l'arrière-pays de Potame, dominant la route de Cosenza vers Lago. Sur place, sur ordre de De Micheli, ils se virent attribuer de la part du représentant des nobles d'Amantea, Giuseppe Cavallo, 500 rations de pain et de vin chaque jour à 14h00 
Trois colonnes françaises envoyées par le maréchal Andrea Massena et dirigées par les généraux Verdier, Jean Louis Ébenezel Reynier et Julien Auguste Joseph Mermet marchèrent sur Amantea le 24 août. Le choc avec forces rebelles a eu lieu sur les pentes du Monte Cocuzzo : les Bourbon ont résisté mais ont dû abandonner la plaine de Potame et se replier dans les murailles d'Amantea, atteintes par Verdier le 28 août. Cependant, les Français finirent par se retirer. 
Le 27 septembre 1806, le général Verdier arrive aux portes de la ville avec deux régiments d'infanterie, deux canons et quelques escouades de garde civiques. Toutes ces troupes assaillirent la ville, mais ont été repoussées à Cosenza le lendemain. 
De nombreux crimes odieux ont alors été commis contre les citoyens pro-français et leurs familles, souvent propriétaires ou notables. 
Amantea était aussi un lieu de débarquement pour les renforts des Bourbon de Sicile: en novembre, plusieurs capimassa y débarquèrent avec des bateaux anglais. Le maire Giuseppe Cavallo était chargé de ravitailler les troupes. De plus, les Bourboniens d'Amantea affluèrent de nombreux endroits à proximité: par exemple, le 1er décembre 1806, les Français abattent deux marins du Diamante qui avaient loué leur barque pour transporter des volontaires de Diamante à Amantea. 

## Le siège de décembre 1806

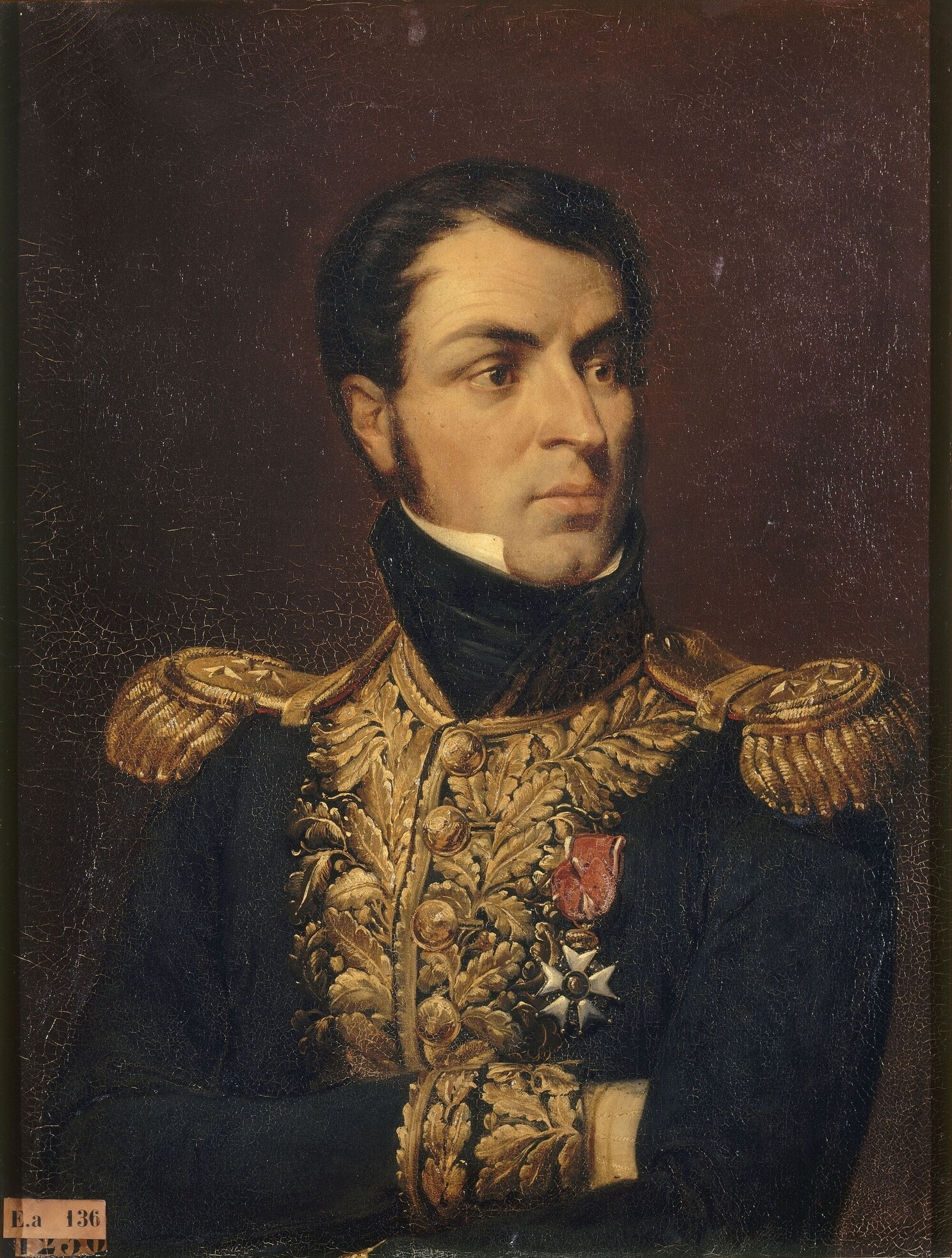
Général Jean Reynier (1771-1814), conquérant d'Amantea.

Le 3 décembre 1806, les Français revinrent de Cosenza à Amantea: 5000 soldats dirigés par les généraux Duhesme, Reynier, Verdier, Ortigoni et Giovanni Battista de 'Franceschi . Ils occupèrent Lago et San Pietro, rencontrant la résistance d'environ 1200 Bourboniens dirigés par les maîtres Mele, Presta, Morrone et Parafante à Lago et par Stocchi, Alice et Lopez à San Pietro.  Puis ils ont commencé le siège de la ville, s'installant dans deux camps, l'un au nord sur la colline de Camolo, l'autre au sud dans la localité de Cannavina (entre autres, ils occupaient le couvent de San Bernardino da Siena ).  Les Français ont également déployé une garnison sur la plage d'Amantea pour empêcher les renforts de débarquer.  
La situation des assiégés est devenue difficile. Ils avaient trois canons de gros calibre, situés dans le château, et sept pièces d'artillerie plus petites, dispersées sur les remparts et aux portes de Catocastro et Paraporto. 
Selon la description colorée faite par l'historien local Gabriele Turchi, l'eau est devenue une ressource rare et très chère, du vinaigre dilué a été proposé comme du vin et du rosolio a été obtenu en macérant des figues sèches dans de l'eau. Les esprits étaient particulièrement excités par un frère capucin, le père Michele Ala. Il parle également d'une noble, la baronne Laura Procida, épouse du baron Giulio Cesare Fava, qui dirigeait un groupe de défenseurs composé de ses paysans et de ses domestiques. 
Le premier assaut français a eu lieu le 5 décembre, du côté de l'église principlae, mais les assiégeants ont été repoussés avec 40 morts et de nombreux blessés. 
Un nouvel assaut a été tenté dans la nuit du 8 décembre, du côté de la rampe de San Pantaleon (près de l'église principale), dirigé par le capitaine Gaspare Cozza, venant d'Amantea, et servant dans l'armée française  L'assaut a été déjoué par une femme, peut-être une prostituée, la roturière Elisabetta Noto (aujourd'hui une sorte d'héroïne locale): en fait, voyant l'attaque française, elle a sonné l'alarme.  Les Français perdirent 60 morts,  et des blessés. 
À ce stade, le général Verdier, compte tenu des pertes subies, ordonna la retraite à Cosenza, où il arrive le 9 décembre. Les rebelles auraient poursuivi les Français en retraite en capturant environ 200 prisonniers. Le 19 décembre, Ferdinand IV de Naples confère le grade de lieutenant-colonel d'infanterie au castillan Ridolfo Mirabelli. 

## Le deuxième siège: janvier-février 1807

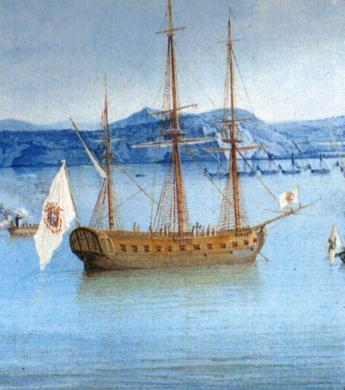
La frégate napolitaine "Minerva", stationnée dans les eaux d'Amantea en janvier 1807.

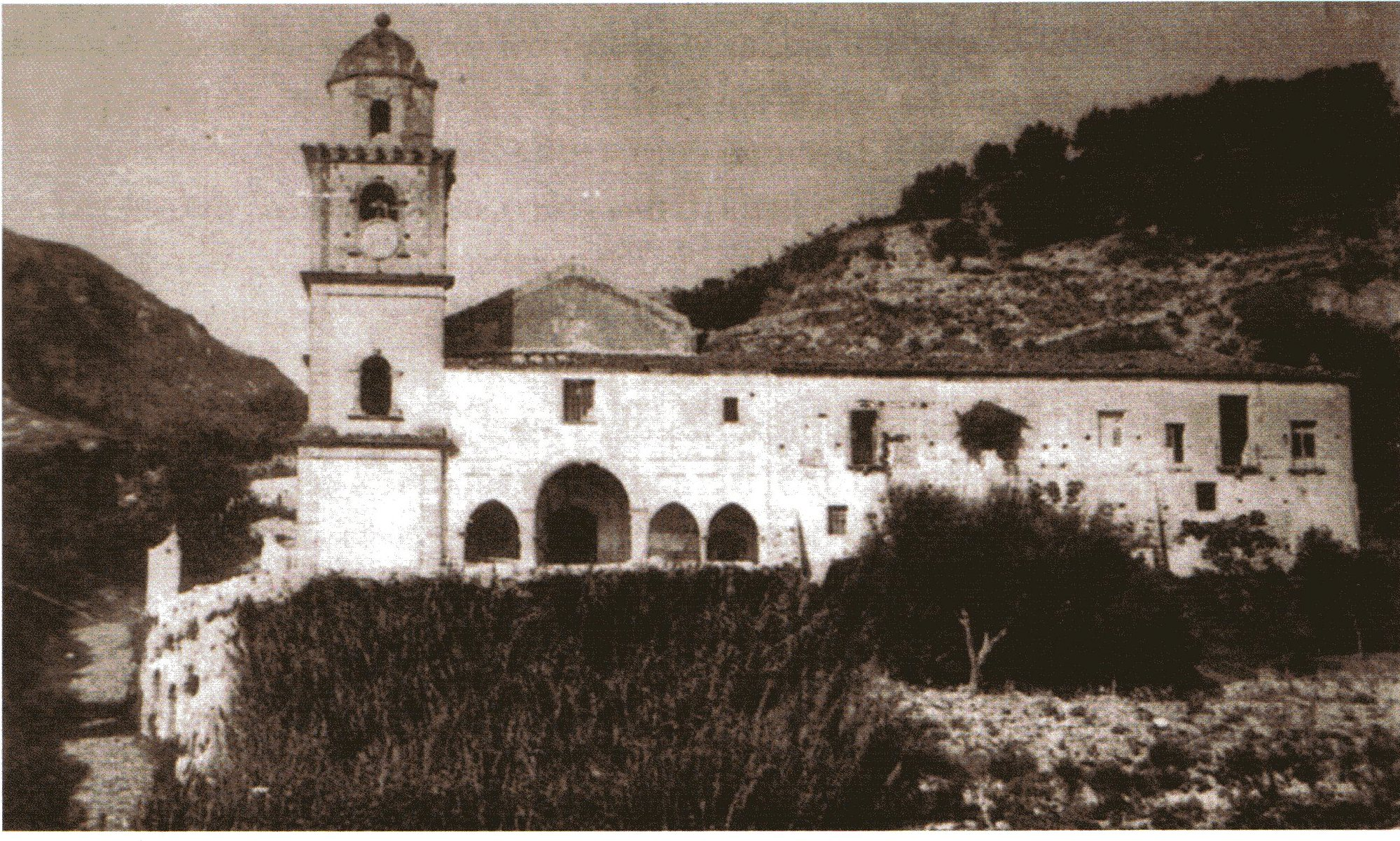
Le couvent de San Bernardino, tel qu'il est apparu avant le tremblement de terre de 1905. Aujourd'hui, le complexe San Bernardino est un monument national.

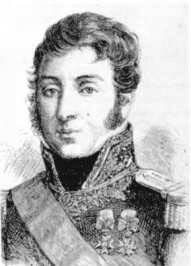
Le général Jean Antoine Verdier (1767-1839), commandant des assiégeants.

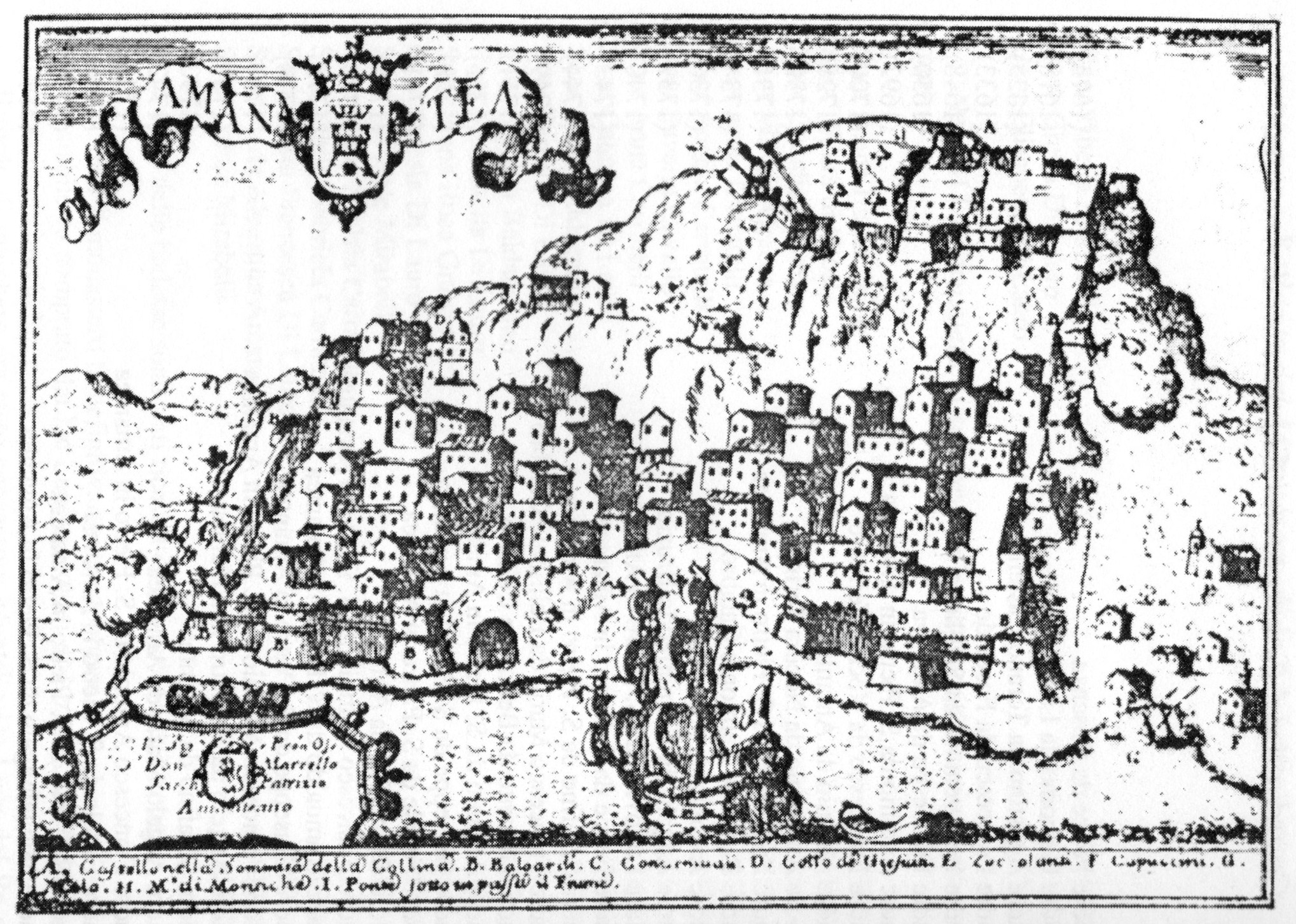
Une vue du XVIIIe siècle d'Amantea.

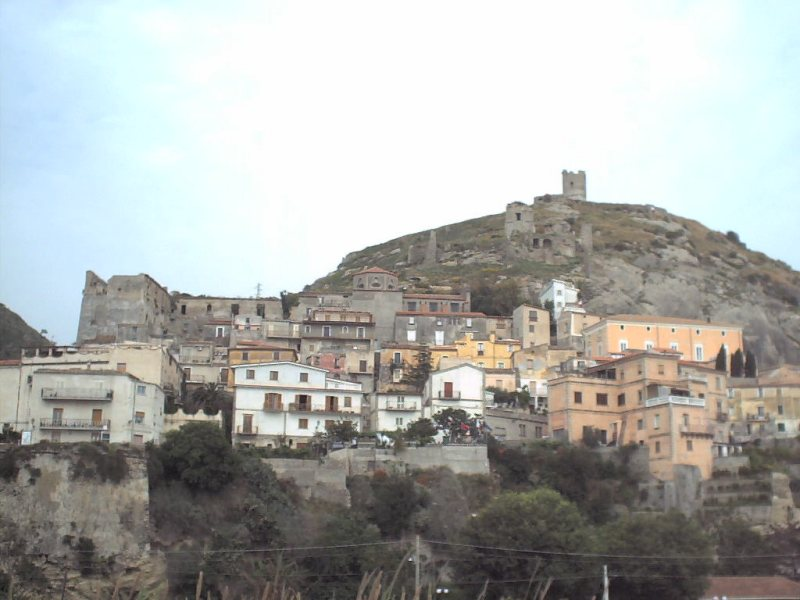
Un aperçu du centre historique d'Amantea, dominé par la tour angevine du château

### Le déploiement
Pendant ce temps, des détachements français ont occupé la zone habitée Fiumefreddo le 11 décembre (mais pas le puissant Castello della Valle ) et Longobardi, siège du chef de la province De Micheli, le 26 décembre. De Micheli réussit à s'échapper par la mer, mais toute sa correspondance avec les Bourbons en Sicile, tomba aux mains des Français. 
Le 29 décembre 1806, Verdier se présenta de nouveau devant les murs d'Amantea avec quatre bataillons d'environ 2.400 hommes, une compagnie d'artilleurs commandée par le général Charles Pierre Lubin Griois, une compagnie de pionniers du Génie commandée par le lieutenant-colonel Étienne Jacques Joseph Alexandre Alexandre Macdonald, un Régiment corse de 300 hommes, 800 cavaliers commandés par le général Jacques Gilles Henri Goguet et environ 2.000 gardes civiques commandés par le major Falcone. 
Le soir du même jour, le général Luigi Peyri entame le siège de Belmonte . 
Le 2 janvier 1807, à cause d'une tempête, les Français sont contraints d'abandonner le camp de Pianette. Cependant, le même soir du 2 janvier, Verdier revient pour déployer ses hommes au siège: un bataillon et le régiment des Corses sont déployés sur les hauteurs de Camolo, deux bataillons dans la vallée de Catocastro entre le lac et Poliano pour garder la route de Cosenza et du col de Vadi dirigé vers Belmonte, une compagnie à San Pietro et un bataillon à Cannavina au sud d'Amantea, tandis que les gardes civiques contrôlaient l'arrière et empêchaient l'approvisionnement des assiégés.  Les sapeurs avaient creusé deux tranchées, l'une de San Bernardino à la Taverna vers la côte, l'autre de San Bernardino au Carmine.  
L'artillerie a été placée dans le couvent de San Bernardino, tandis qu'un canon de 12 livres (95  mm d'aujourd'hui) et un obusier ont été placés sur l'église du Carmine (qui était à l'extérieur des murs), un obusier et un mortier dans la localité de Cannavina et, à Camolo deux pièces de 4 livres (65 mm aujourd'hui). 
Les Français ont répandu la fausse nouvelle que Belmonte était tombé, pour démoraliser les assiégés. Le tir d'artillerie a commencé le 5 janvier.  Le lendemain, le 6, la frégate "Minerva" et deux corvettes des Bourbon-Siciles firent leur apparition au large des eaux d'Amantea, rejointes le 11 janvier par une goélette et une canonnière, qui ont tenté ce même jour vers 12 heures. un débarquement, repoussé par l'artillerie française.  
Le 13 janvier, les assiégés tentent une sortie dans la marina, pour essayer de contacter la flotte des Bourbons, et ils réussissent en partie même s'ils sont repoussés. On raconte l'histoire d'un garçon qui aurait nagé vers la flotte, en étant la cible des tirs français. Le lendemain, Verdier a commencé à construire un fort sur la côte, pour empêcher de nouveaux secours de la flotte. Le chef de la province, Giovanni Battista De Micheli, qui était entre-temps revenu à Longobardi, a déclaré dans un rapport qu'"il était difficile de pouvoir entrer dans la ville, même pour un chat".  

### Les attaques décisives
Entre le 15 et le 16 janvier, la ville a été violemment battue par l'artillerie, qui a provoqué une brèche dans les murs sud, du côté du Carmine. L'assaut français qui a suivi a échoué et, en effet, dans la soirée du 15 janvier, environ 200 rebelles dirigés par les capimassa "Centanni" et Morrone, peu favorables à l'hypothèse d'une reddition qui semblait désormais imminente, ont réussi à sortir de la ville assiégée et à atteindre Belmonte, qui, elle aussi, résistait encore. Les Français n'ont probablement pas empêché la sortie, pensant que cela affaiblirait d'autant la garnison.  
Le 18 janvier, les Français ont capturé 48 bovins et 40 moutons que les voisins belmontais avaient envoyés aux habitants 'Amantea assiégés, qui étaient maintenant réduits à la faim et au désespoir. Entre-temps, l'artillerie et les mines ont provoqué de nouveaux effondrements dans les murs du côté du Carmine. Les assiégés se sont défendus en jetant des rochers et des liquides bouillants sur les Français.  
Le général Verdier retourna à Cosenza et laissa le commandement des opérations à Peyrì, considérant maintenant que la résistance de la ville s'épuisait. En fait, les Bourbons avaient commencé à se diviser, entre ceux qui étaient en faveur de la reddition, comme le castillan Ridolfo Mirabelli, et ceux qui voulaient résister jusqu'au bout, comme Antonio et Luigi Mariano (coupables de la plupart des crimes contre les pro-français avérés ou présumés des mois précédents). Mirabelli a ordonné l'arrestation de Luigi Mariano. 
Le 19 janvier, une colonne de rebelles venue de Belmonte, dirigée par Onofrio Mancini, dans le but de déranger les assiégeants. Dans l'intervalle, le général Peyrì a envoyé le colonel Luigi Amato, l'un des deux officiers d'Amantea qui avaient rejoints l'armée française, pour parlementer avec Ridolfo Mirabelli et demander la reddition de la ville. Mirabelli a demandé dix jours de répit pour réfléchir, les Français n'ont offert que 2 heures, puis Mirabelli a refusé tout accord.  
A deux heures du matin le 20 janvier 1807, des tirs d'artillerie français commencent sur Amantea. Cependant, les jours suivants, il n'y a pas eu d'autres attaques, tandis que les sapeurs ont creusé des tunnels pour saper les murs de l'intérieur (et entre autres, Gabriele Turchi dit que les assiégés, ne comprenant pas à quoi servaient ces fouilles, se sont moqués de ces opérations, disant qu'ils auraient bientôt rempli ces fosses de cadavres français). 
Pendant ce temps, Longobardi reprise, de nombreux capimassa sont morts pour sa défense et le même De Micheli capturé a réussi à s'échapper à Fiumefreddo ; une frégate britannique est apparue au large des côtes d'Amantea, commandée par le neveu de l'amiral William Sidney Smith, qui transportait des renforts. Les assiégés ont réussi à envoyer un messager au navire, un dénommé Giuseppe Francesco Secreti appelé "Gal Gal", qui est ensuite resté à bord du navire pour se présenter aux souverains de Palerme au nom de la ville assiégée.  En renfort, une autre frégate et deux corvettes rebelles sont arrivées le 29 janvier, mais la tentative de débarquement a échoué sous les tirs de l'artillerie française. 

### Vers la reddition
À ce moment-là, le général Reynier a pris le commandement des opérations, arrivant de Cosenza avec deux canons de 12 livres et un mortier, déterminé à entrer à Amantea. Le 30 janvier, le colonel Amato a été renvoyé pour négocier avec Ridolfo Mirabelli, qui s'est montré disposé à accepter les conditions de la reddition : cependant de nombreux rebelles étrangers, et notamment Marcello Lopez qui avait le rang d'évêque, ont accusé Mirabelli de trahison et collusion avec les " Français profanateurs d'autels, libertaires en paroles mais prônant une servitude à l'étranger plus répugnante",  et s'opposant à la reddition. Des menaces furent proférées contre la famille du colonel Amato qui se trouvait dans la ville, et les Français ont répondu en retenant un enfant en otage qui leur avait été envoyé comme messager.  
Vers 14 heures, le 5 février 1807, la mine chargée de 1900 livres de poudre à canon explosa  sous les murs du côté de Paraporto : tout le bastion s'est effondré, et même aujourd'hui, cet endroit est connu sous le toponyme de "'la mine ". Par la brèche, les carabiniers de la 22e infanterie sont entrés en premier, et quand la nuit est tombée et que les combats ont cessé, il était clair que le lendemain tout Amantea tomberait : certains ont fui Amantea du côté de la rivière Catocastro, et Ridolfo Mirabelli a convaincu les autres de capituler.  
À l'aube du 6 février, le drapeau blanc a été hissé sur le château, et Mirabelli a envoyé le lieutenant Trigona du général Reynier avec l'offre de capitulation, qui a été facilement acceptée. Mirabelli dut se rendre au camp français en descendant des murs par une corde, la garnison rebelle de la porte Paraporto refusant de l'ouvrir. La reddition a été signée dans une ferme du district de Rota, près de la Chiesa del Carmine. Sur la façade de cette maison au début du XXe siècle, une épigraphe commémorative du siège a été placée, dictée par le marquis Ernesto De Luca di Lizzano. 
La place était censée capituler à trois heures du matin le 7 février, mais Mirabelli a eu du mal à convaincre bon nombre de ses hommes de lui obéir, et l'un des deux officiers passés à l'armée française, Gaspare Cozza, a dû intervenir. Finalement, vers 10 heures du matin le 7 février, les blocs aux portes de Paraporto et Catocastro ont été enlevés et une compagnie de cavaliers-voltigeurs français a occupé ce qui restait du château.

## Événements postérieurs à la reddition
Ridolfo Mirabelli a obtenu l'honneur des armes des Français, qui l'ont escorté à Palmi, où il a été ensuite embarqué sur la frégate britannique de l'amiral Smith. Il atteignit plus tard Palerme, où il fut placé dans l'armée régulière des Bourbons et combattit de nouveau en Calabre lors de la bataille de Mileto (28 mai 1807). Cependant, peu de temps après, il a été arrêté pour dettes à la demande de créanciers et emprisonné à Messine . 
Le commandement de la place d'Amantea a été confié au général Ortigoni. Il arrêta vingt-quatre capimassa rebelles responsables de la résistance et en fusilla vingt-deux entre le 18 et le 25 février 1807: Antonio Mariano, Nicola Morello, Francesco et Giuseppe Apa, Gaetano Vetere, Gennaro Morelli, Giuseppe Lombardo, Gaetano Mariano, Francesco et Giuseppe Tirri de Belmontese, Gaetano Janni da Lago, Pietro Donnici de Crotone, Gabriele Bruni de San Lucido, Antonio Muro de Rofrano et Luigi Mele de Catanzaro.  
Une garde civique locale a été formée, formée de citoyens pro-français, et les murs et toutes les fortifications ont été démantelés. La population d'Amantea était passée d'environ 3.000 à 800 unités, et Gabriele Turchi rapporte que le premier mariage après le siège a été célébré le 30 mars 1807, plus d'un mois après la capitulation, entre veufs.  
Des tentatives sporadiques et désorganisées de reconquête de la ville par les Bourbons ont eu lieu en mai et 28 juin. Cependant, la forte présence française a tout empêché.